# GTPase
As GTPases (singular, GTPase) são uma grande família de enzimas hidrolases que se ligam e hidrolizam o GTP. A ligação e hidrólise tem lugar no altamente conservado domínio G comum a todas as GTPases.
Ajudam proteínas ligantes a GTP a hidrolizá-lo e a converterem-se ao estado padrão.

## Funções
As GTPases desempenham um papel importante nos seguintes processos:
- Transdução de sinal no domínio intracelular de receptores transmembranares, incluindo o reconhecimento de gosto, cheiro e luminosidade.
- Biossíntese de proteínas (tradução) nos ribossomas
- Controlo e diferenciação celular durante a divisão celular
- Translocação de proteínas através da membrana celular
- Transporte de vesículas dentro da célula. As GTPases controlam a agregação da cobertura das vesículas.